# Massacre de Rabaa
| estat       | Egipte      |
| lloc        | El Caire    |
| coordenades | Modifica    |
| data        | 14 ago 2013 |

La Massacre de Rabaa es va produir quan el 14 d'agost de 2013, les forces de seguretat egípcies i l'exèrcit, sota el comandament del general Abdelfatah al-Sisi, van assaltar dues acampades de manifestants al Caire: un a la plaça al-Nahda i un altre més gran a la plaça Rabaa al-Adawiya. Els dos llocs havien estat ocupats pels partidaris del president Mohamed Mursi, que els militars havien destituït el càrrec un mes abans en el cop d'estat egipci del 2013. Les acampades van ser desallotjades per ús de la força després de diversos intents de posar-hi fi per mitjans pacífics, al cap de sis setmanes d'haver-se iniciat. Human Rights Watch va descriure el desallotjament com a crims contra la humanitat i "un dels assassinats de manifestants més grans del món en un sol dia de la història recent". Segons Human Rights Watch, un mínim de 904 persones van morir (almenys 817 a la plaça de Rabaa i 87 a la plaça al-Nahda) amb evidències que el número podria ser superior al miler de persones assassinades. No obstant això, segons el Ministeri egipci de Salut, 595 civils i 43 policies van morir i almenys 3.994 persones van resultar ferides. Més tard, l'autoritat mèdica forense va declarar que només varen morir vuit agents de policia i el Consell Nacional dels Drets Humans d'Egipte va declarar que almenys 624 civils havien estat assassinats. Els Germans Musulmans i la Aliança contra el cop d'estat van declarar que el nombre de morts a Rabaa al-Adawiya va ser de més de 2.600 persones. En qualsevol cas, el recompte total de víctimes és el més mortal d'Egipte des de la Revolució egípcia de 2011 que havia enderrocat l'expresident Hosni Mubàrak. Diversos líders mundials van denunciar la violència durant el dispositiu policial.
A conseqüència dels desallotjaments, es van produir manifestacions a diverses ciutats del país. El govern provisional designat per l'exèrcit va declarar com a resposta l'estat d'emergència de tres mesos i tocs de queda en moltes zones.

## Antecedents

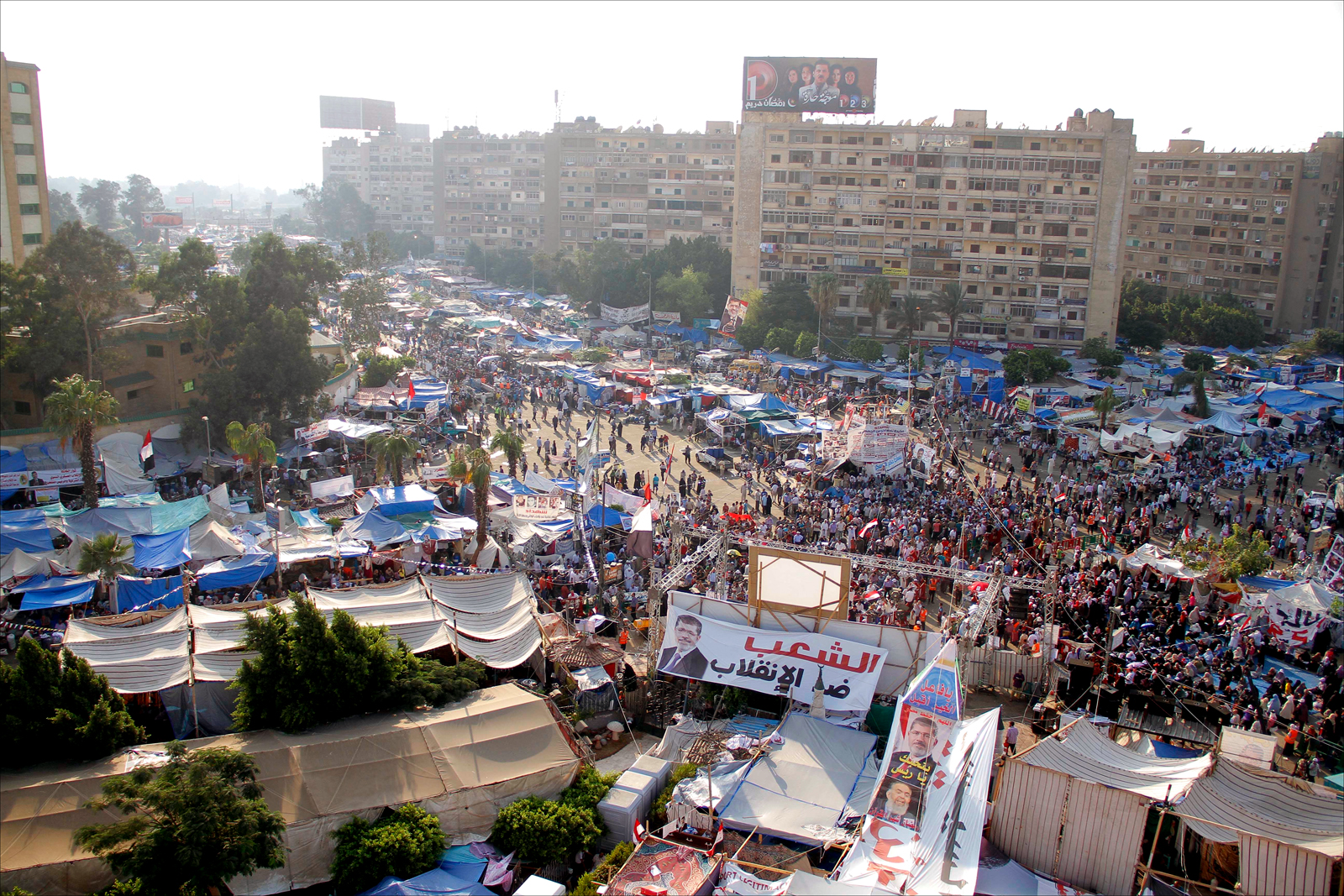
La zona al voltant de la mesquita de Rabaa al-Adaweya plena de partidaris dels germans musulmans que van dormir en tendes de campanya durant més d’un mes abans del desallotjament.

Després de la Revolució egípcia de 2011 i la inestabilitat posterior, milions d'egipcis que van sortir al carrer demanant la dimissió del president dels Germans Musulmans d'Egipte, que va culminar amb la destitució del president Mohamed Morsi. Abans de la revolta anti-Morsi, els partidaris del president destituït van ocupar les places de Rabaa al-Adawiya al Caire i al-Nahda a Guiza, convocades per celebrar el primer aniversari de la seva presidència, però a partir del 3 de juliol per protestar contra la seva destitució, prometent quedar-se fins que Morsi fos restituït. Les autoritats van enrederir el desallotjament de les dues acampades amb l'objectiu de resoldre pacíficament la crisi.
Segons l'exèrcit, però, les segudes eren espais on es generaven brots de violència i enfrontaments entre manifestants pro-Morsi, anti-Morsi i forces de seguretat. Les acampades es van convertir en un potent símbol de l'atzucac d'Egipte a mesura que es van fer més permanents amb botigues, barberies i la seva pròpia cadena de televisió. Les autoritats consideraven que els camps eren desestabilitzadors i pertorbadors i representaven "una amenaça per a la seguretat nacional egípcia i un terrorisme inacceptable per als ciutadans" acusant el bàndol pro-Morsi de provocar vessament de sang per guanyar-se la simpatia de la gent. El govern va amenaçar amb el desallotjament de les protestes en diverses ocasions. Suposadament, es va emetre un ultimàtum abans del 14 d'agost, tot i que la Mesquita d'al-Azhar, l'autoritat islàmica oficial d'Egipte, va negar que s'hagués donat aquesta advertència.

### Avisos
Les iniciatives que van intentar resoldre la tensió, inclosos els esforços de països àrabs del Golf, la Unió Europea i els Estats Units, no van aconseguir cap resultat positiu abans que les autoritats estatals emetessin l'ultimàtum. El primer ministre Hazem el-Beblawi va advertir just abans de les festes musulmanes de l'Id al-Fitr que la decisió del govern era "irreversible".
Segons el Ministeri d'Interior d'Egipte, el pla inicial era dispersar gradualment els manifestants formant cordons al voltant de les dues places la matinada del dilluns 12 d’agost, permetent als manifestants marxar, però impedint que altres entressin, minimitzant les baixes abans d’utilitzar canons d’aigua i gasos lacrimògens. No obstant això, les notícies filtrades sobre el pla van provocar que milers de manifestants es dirigissin a les places per evitar-ne el desallotjament, cosa que va provocar que la policia posposés la mesura.
Els manifestants havien estat fortificant les protestes. A Rabaa, homes amb casc, pals i material esportiu de protecció van formar barricades amb sacs de sorra, pneumàtics de camions i maons. També van construir tres barreres de formigó fins a la cintura per evitar l'entrada de vehicles blindats.

## Desallotjament
El 14 d'agost de 2013, poc després de les 07:00, la policia egípcia va desplaçar-se al lloc dels fets per dispersar les protestes. Segons el ministeri de l’Interior, el pla era aturar les protestes gradualment tallant les línies de subministrament alhora que proporcionar una sortida segura per a aquells que decidissin marxar.
A les 8:00, el campament més petit, a prop de la Universitat del Caire a Guiza, va ser desallotjat de manifestants, però la policia va trigar unes 12 hores a prendre el control del lloc situat a prop de la mesquita Rabaa al-Adawiya, que va servir com a epicentre de la campanya pro-Morsi. La policia amb material antidisturbis va obrir foc amb gasos lacrimògens i trets. Estaven recolzats per excavadores (per netejar les barricades), vehicles blindats i franctiradors al terrat que disparaven contra aquells que intentaven fugir. Els helicòpters militars van aterrar sobre el campament i, mitjançant altaveus, van advertir als milers de manifestants que abandonessin la zona per rutes assenyalades.
Durant bona part de la tarda, milers de simpatitzants de Morsi van intentar unir-se als assetjats, però van ser expulsats quan la policia va disparar gasos lacrimògens. Totes les entrades a Rabaa van ser bloquejades més tard. El portaveu dels Germans Musulmans, Gehad El-Haddad, va acusar franctiradors policials de disparar contra els manifestants de Rabaa des del terrat dels edificis circumdants i els manifestants també van dir que els franctiradors van disparar contra aquells que intentaven fugir. A la tarda, els manifestants van aconseguir desplaçar la policia fins on van poder accedir en un hospital provisional. Poc abans del capvespre, soldats i policies van intentar novament entrar a la plaça i els manifestants es van veure obligats a fugir. Les forces governamentals van prendre el control i van destruir el que quedava del camp de protesta.
Immediatament després del desallotjament, la Coalició Nacional per al Suport a la Legitimació, un grup favorable a Morsi, va reiterar el seu rebuig a la violència i va demanar als seus membres que continuessin protestant "per aturar la massacre". Els atacs van provocar nous enfrontaments i marxes de protesta. Els manifestants van bloquejar carreteres importants, inclosa la circumval·lació, una ruta clau que connecta molts dels principals districtes del Caire. Tanmateix, es van produir diversos atacs a comissaries a tot el país. El ministre de l'Interior, Mohamed Ibrahim Moustafa va xifrar en 21 el nombre de comissaries atacades. Segons els informes fins i tot grups de manifestants van atacar desenes de propietats cristianes. A la nit, el govern provisional amb suport militar havia declarat l'estat d’emergència i havia instituït un toc de queda. No obstant això, els manifestants van establir nous campaments fora de la mesquita Mustafa Mahmoud a Mohandeseen, a Guiza i altres ciutats del país, desafiant el nou toc de queda i els vots del ministre de l'Interior de trencar aquestes assemblees.
Segons els primers informes del Ministeri de Salut egipci, 235 manifestants, tres periodistes i 43 policies van morir per la violència i més de 2.000 van resultar ferits. Molts manifestants van ser assassinats amb foc real de les forces de seguretat i almenys una persona semblava haver estat cremada viva. Un canal de televisió egipci de notícies per satèl·lit emetia imatges infraroges que semblaven mostrar als manifestants pro-Germans Musulmans disparant amb armes automàtiques contra les forces de seguretat. Segons alguns analistes polítics i historiadors, la força amb què la policia va atacar els manifestants va estar dissenyada per provocar una resposta violenta dels manifestants i així poder legitimar el seu poder.

## Conseqüències
La violència es va estendre a tot el país quan la gent va saber què havia passat al Caire i va sortir al carrer a protestar. A la governació de Guiza, una multitud enfadada va atacar una comissaria de policia, un dels 21 atacs d’aquest tipus segons el ministeri de l’interior. Al sud d'Egipte, entre dues i set esglésies cristianes coptes van ser cremades, segons el New York Times, mentre el ministeri de l'interior va dir que almenys set esglésies cristianes coptes havien estat vandalitzades o incendiades per presumptes islamistes. Un grup de drets humans coptes, Maspero Youth Union (MYU), va estimar que fins a 36 esglésies van ser "completament" devastades pel foc en nou governacions egípcies, incloses Minya, Sohag i Assiut, i que moltes altres esglésies van ser saquejades o assaltades per la violència al carrer. Els activistes cristians van acusar els partidaris de Morsi de fer "una guerra de represàlies contra els coptes a Egipte". Segons el govern, els partidaris dels Germans Musulmans van atacar les seus del govern a diverses governacions. Els partidaris de Morsi van organitzar protestes solidàries contra la repressió, amb enfrontaments reportats a Ismaïlia, Alexandria, Suez, Assiut i Assuan, entre altres llocs. Desafiant el toc de queda, els partidaris de Morsi van prometre tornar als carrers per continuar protestant contra la repressió i el cop. Els bancs egipcis i la seva borsa es van tancar fins al 15 d'agost. També es va suspendre el servei de ferrocarril. A Guiza, centenars de simpatitzants de Morsi també van calar foc a les oficines del govern local; el govern va autoritzar llavors l'ús de munició real contra qualsevol que ataqués edificis estatals.
Tamarod va fer una crida als seus seguidors a protestar el 16 d'agost i a formar grups de vigilància veïnal per protegir-se dels partidaris de Morsi; de la mateixa manera, els partidaris de Morsi van prometre continuar la seva campanya per restablir el president destituït.
L'endemà, centenars de simpatitzants de Morsi es van atrinxerar a la mesquita Fateh a El Caire. Al cap d’un dia, les forces de seguretat van tornar a desallotjar els manifestants. Els Germans Musulmans van reiterar la seva crida a mantenir protestes continuades i van convocar un "dia de ràbia" després de les oracions del divendres del 16 d'agost. El 20 d’agost, el líder dels Germans Musulmans, Mohammed Badie, que s’havia amagat, va ser arrestat en un pis residencial a la ciutat de Nasr. Els partidaris de pro-Morsi van continuar concentrant-se i el 30 d'agost van morir sis manifestants.

### Estatal d'emergència i curfew

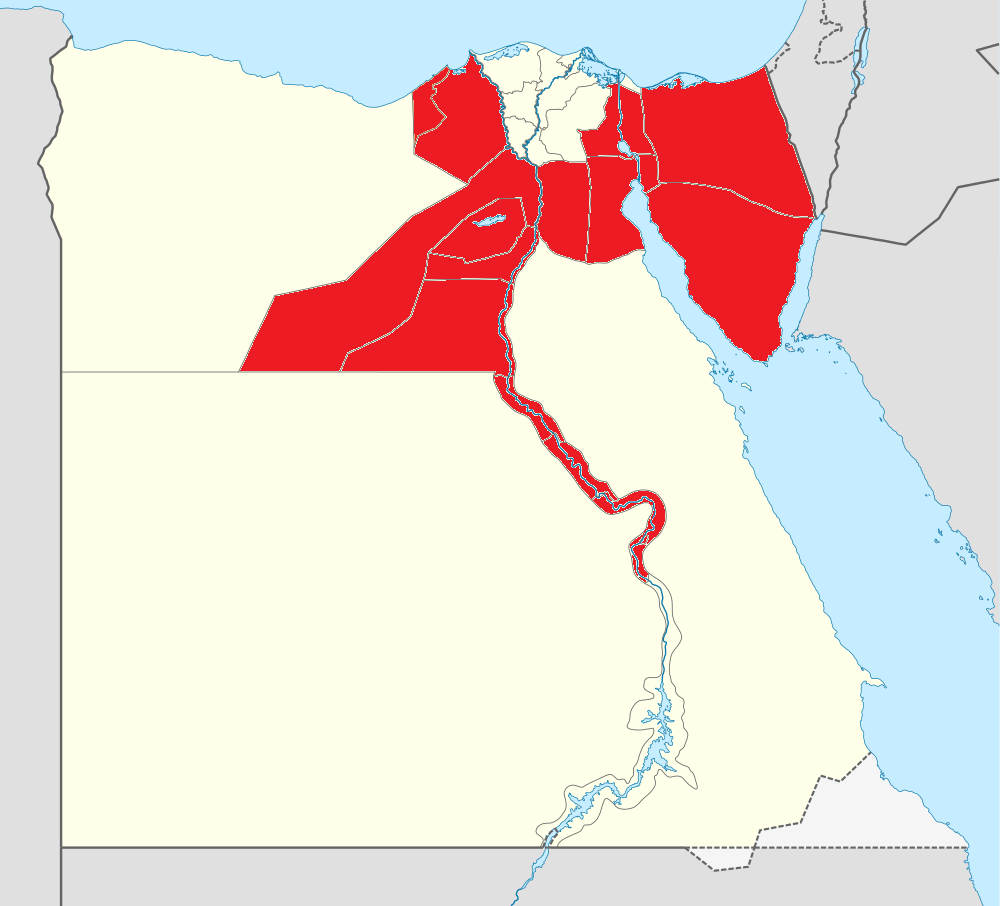
El mapa que mostra l'extensió del toc de queda que va aprovar el nou govern egipci el 14 August 2013.

El govern provisional va declarar l'estat d'emergència d'un mes a partir de les 16:00. En fer-ho, es va suspendre el dret a un judici i al degut procés legal. També es va declarar un toc de queda a les 19:00 a 14 de les 27 governacions (el Caire, Guiza, Alexandria, Suez, Qena, Ismaïlia, Asyut, Sohag, Beni Suef, Minya, Beheira, Sinaí Sud, Sinaí Nord i Faiyum). L'exèrcit va prometre fer complir el toc de queda amb la "màxima fermesa". El toc de queda s’aplicaria de les 19:00 a les 06:00 durant un mes, juntament amb l'estat d’emergència. L'endemà, el gabinet provisional d'Egipte el va aixecar a les ciutats de Sharm el-Sheikh, Taba i Dahab al sud del Sinaí per evitar danyar el turisme. A partir de llavors, el govern provisional el va anar reduint:
- El 24 d'agost, de les 21:00 a les 06:00, excloent els divendres que es mantendria.[41]
- El 31 d'agost, de les 23:00 a les 06:00, excepte els divendres que es mantendria.[42]
- El 12 de setembre, el govern provisional d'Egipte va decidir prorrogar l'estat d'emergència durant 2 mesos, fins al 14 de novembre.[43]
- El 21 de setembre, el toc de queda es va reduir de les 00:00 a les 05:00, excepte els divendres, de les 19:00 a les 05:00.[44]
- El 24 d'octubre, de les 01:00 a les 05: 00, excloent els divendres que es mantendria[45]

Finalment, l'estat d'emergència i el toc de queda es va aixecar a les 16:00 del 12 de novembre, dos dies abans del previst, després d'una sentència del jutjat administratiu.

## Morts
El 14 d'agost, el Ministeri de Salut va anunciar que almenys 600 manifestants van morir i més de 2.000 van resultar ferits. Segons el Ministeri d'Interior, 43 agents de policia també van morir. Els Germans Musulmans calculen el nombre de morts en 2.000. Dels morts, 37 eren de la ciutat de Fayoum.
El 15 d'agost, el ministeri egipci de sanitat va elevar el nombre de morts a 638 i el nombre de ferits a 3.994 pels enfrontaments del dia anterior. Dels morts, 595 van ser manifestants, dels quals 377 a Rabaa Al-Adawiya i 90 a la plaça al-Nahda. No és clar si almenys una dotzena de cadàvers calcinats i altres que romanen sense identificar han estat inclosos en el balanç oficial de morts. Tanmateix, els Germans Musulmans i NCSL van xifrar el nombre de morts només a al-Rabaa en més de 2.600 persones.
El 12 d'agost de 2014, Human Rights Watch va publicar un informe basat en una investigació d'un any que el 14 d'agost només en el desallotjament de Rabaa al-Adawiya, les forces de seguretat van assassinar un mínim de 817 persones i probablement més de 1.000. Kenneth Roth, el director executiu de Human Rights Watch, va dir que "a la plaça al-Rabaa, les forces de seguretat egípcies van dur a terme un dels assassinats de manifestants més grans del món en un sol dia de la història recent" i que "això no era simplement un cas de força excessiva o mal entrenament. Va ser una violenta repressió organitzada als nivells més alts del govern egipci".
També es van registrar moltes morts a Guiza. Els treballadors de la mesquita d'Al-Iman afirmen que el ministeri "no reconeixerà" en el seu balanç oficial de morts a més de 200 cossos carbonitzats que havien estat traslladats a la mesquita des d'un camp de protesta proper. L'endemà, a la mesquita d’Al-Iman, a la ciutat de Nasr, centenars de cossos eren encara a terra en un dipòsit improvisat, embolicats amb mortalles la majora dels quals amb ferides de bala.
Entre les persones assassinades es trobava la filla de Mohamed el-Beltagy, un dels líders dels Germans Musulmans.

### Atacs a periodistes
Durant el desallotjament, els periodistes que cobrien l'esdeveniment van quedar atrapats. Quatre d'ells van ser assassinats, mentre que d'altres van resultar ferits o detinguts. Segons el Comitè per la Protecció de Periodistes (CPP), va ser el dia amb més morts de periodistes a Egipte des que l'organització va començar a registrar-ne casos el 1992:
- L'operadora de càmera de la cadena Sky News Michael "Mick" Deane, de 61 anys, va ser assassinat.[15][56][57] Les fotos del cos de Deane van mostrar que portava un casc que l’identificava clarament com a periodista.[58] El CPP va dir que Deane era la periodista número 100 que havia confirmat la mort a tot el món.[59]
- El periodista egipci Habiba Ahmed Abd Elaziz, de 26 anys, que treballava al diari del Golf XPRESS, va ser assassinat a trets.[60]
- El periodista egipci Ahmed Abdel Gawad, que treballava al diari estatal Al-Akhbar i era gerent editorial del canal de televisió Misr 25, dels germans musulmans, va ser disparat per l'esquena i va caure mort.
- El fotoperiodista Mosab El-Shami de la cadena Rassd News Network (RNN) també va ser assassinat.
- Ahmed Assem el-Senousy, fotoperiodista, assassinat per un franctirador el 8 de juliol (en una protesta diferent a la de la plaça Rabaa).[61]

Entre els periodistes més greument ferits hi havia:
- Tariq Abbas, editor d’Al-Watan, va rebre un tret a la cara
- Alaa al-Qamhawy, fotoperiodista d'Al-Masry Al-Youm, va rebre un tret al peu.

Entre els periodistes detinguts hi havia:
- Abdullah al-Shami, periodista d'Al-Jazeera
- Emad Eddin Al-Sayed i Abdulrahman Al-Mowahhed-Bellah, fotògrafs de Mubasher Misr d' Al Jazeera Media Network
- Radwa Al-Selawi, periodista de Misr 25.

El Servei d'Informació Estatal d'Egipte va publicar el 17 d'agost un comunicat en què criticava la cobertura informativa de periodistes estrangers: "La cobertura mediàtica s'ha allunyat de l'objectivitat i la neutralitat, cosa que ha conduït a una imatge distorsionada que està molt lluny dels fets. Egipte sent una severa amargor cap a una cobertura mediàtica occidental tendenciosa cap als Germans Musulmans i que ignora la llum sobre els actes violents i terroristes perpetrats per aquest grup".
Les Nacions Unides, per la seva banda, van afirmar que hi havia hagut "greus violacions de la llei de drets humans", inclòs l'assassinat de periodistes, després que la directora general de la UNESCO, Irina Bokova, hagués condemnat l'assassinat del periodista al-Senousy al juliol. L'Institut Internacional de Premsa va exigir que Egipte es fes responsable de les violacions dels drets dels periodistes i de l'atac la premsa per part de l'exèrcit egipci.

## Reaccions
- Espanya – El govern espanyol, sense especificar cap nom, va emetre un comunicat on es llegia que el govern estava "molt preocupat" pels fets i que enviava el seu condol a les famílies dels assassinats. "En aquest moment crític, és particularment important que les forces de seguretat i els mateixos manifestants exerceixin la deguda moderació per evitar les conseqüències irreversibles de la violència. El poble egipci ha demostrat a tot el món la seva determinació a viure en pau i democràcia. Per aconseguir-ho és necessària la participació de totes les forces polítiques i socials, sense demora, en un diàleg nacional per fer possible el retorn de la normalitat institucional a Egipte".[66]
- Catalunya - El secretari d'Afers Exteriors i Unió Europea va expressar "una profunda preocupació per la situació d'Egipte" i va lamentar la pèrdua de vides humanes i la destrucció causades al Caire i d'altres ciutats d'Egipte. "La violència i els conflictes no són mai eines adequades per resoldre problemes polítics".[67]